# Władysław Tatarkiewicz
Władysław Tatarkiewicz (Varsòvia, 3 d'abril de 1886 - 4 d'abril de 1980) va ser un filòsof polonès, historiador de filosofia, historiador de l'art i autor de treballs d'ètica, però sobretot és internacionalment reconegut pels seus treballs sobre història i fonaments de l'estètica.
A la seva obra més difosa, Història de sis idees (Dzieje sześciu pojęć, Varsòvia, 1a ed. 1975, 2a ed. revisada 1976), escrita gairebé als 80 anys i que recull moltes de les seves idees anteriors, Tatarkiewicz va definir l'art d'una manera inclusiva, intentant superar totes les definicions assajades des de Sòcrates i Plató, com:
| «                        | una activitat humana conscient, capaç de reproduir coses, construir formes o expressar una experiència. El producte d'aquesta reproducció, construcció o expressió pot delectar, emocionar o produir un xoc. | » |
| — Władysław Tatarkiewicz | |   |

## Inicis, educació i carrera acadèmica
Tatarkiewicz va començar la seva educació superior a la Universitat de Varsòvia. Quan el centre va ser tancat per les autoritats de l'Imperi Rus el 1905, es va veure obligat a marxar a l'estranger i continuar la seva educació a Marburg, Alemanya, on hi va estudiar des de 1907 fins a 1910 i es va familiaritzar tant amb la llengua com amb la filosofia alemanyes.
A les seves Memòries, Tatarkiewicz explica que, quan va esclatar la Primera Guerra Mundial el 1914, va ser una trobada casual amb un parent masculí, l'alçada del qual el feia destacar per sobre de la multitud en una estació de ferrocarril de Cracòvia, el que va fer que Tatarkiewicz tornés a Varsòvia a passar-hi els anys de guerra.
Allà va començar la seva carrera com a professor de filosofia, ensenyant a una escola de noies al carrer Mokotowska, davant d'on el gran estadista polonès Józef Piłsudski havia de residir durant els seus primers dies després de la Primera Guerra Mundial, i que serien decisius per a la independència del país.
Durant la Primera Guerra Mundial, quan es va obrir la Universitat Polonesa de Varsòvia sota el patrocini dels alemanys ocupants, que volien guanyar-se el suport polonès per al seu esforç bèl·lic, Tatarkiewicz va dirigir el seu departament de filosofia durant el període 1915–19.
Entre 1919 i 1921 va ser professor a la Universitat Stefan Batory de Wilno, el període 1921–23 ho va ser a la Universitat de Poznań, i el període final de la seva carrera acadèmica, entre 1923 i 1961, el va desenvolupar de nou a la Universitat de Varsòvia. El 1930 va esdevenir membre de l'Acadèmia Polonesa de Ciències.

## A la Segona Guerra Mundial i després
Durant la Segona Guerra Mundial, arriscant la seva vida, va dirigir conferències clandestines a l'anomenada Universitat Volant a la Varsòvia ocupada pels nazis, on un dels assustents a les seves classes va ser Czesław Miłosz). Després de la repressió de l'Aixecament de Varsòvia (entre l'agost i l'octubre de 1944) va tornar a arriscar la vida conscientment en recuperar un manuscrit seu de la cuneta, on un soldat alemany l'havia llençat. Aquest i altres materials van ser més tard publicats al llibre Anàlisi de la felicitat.

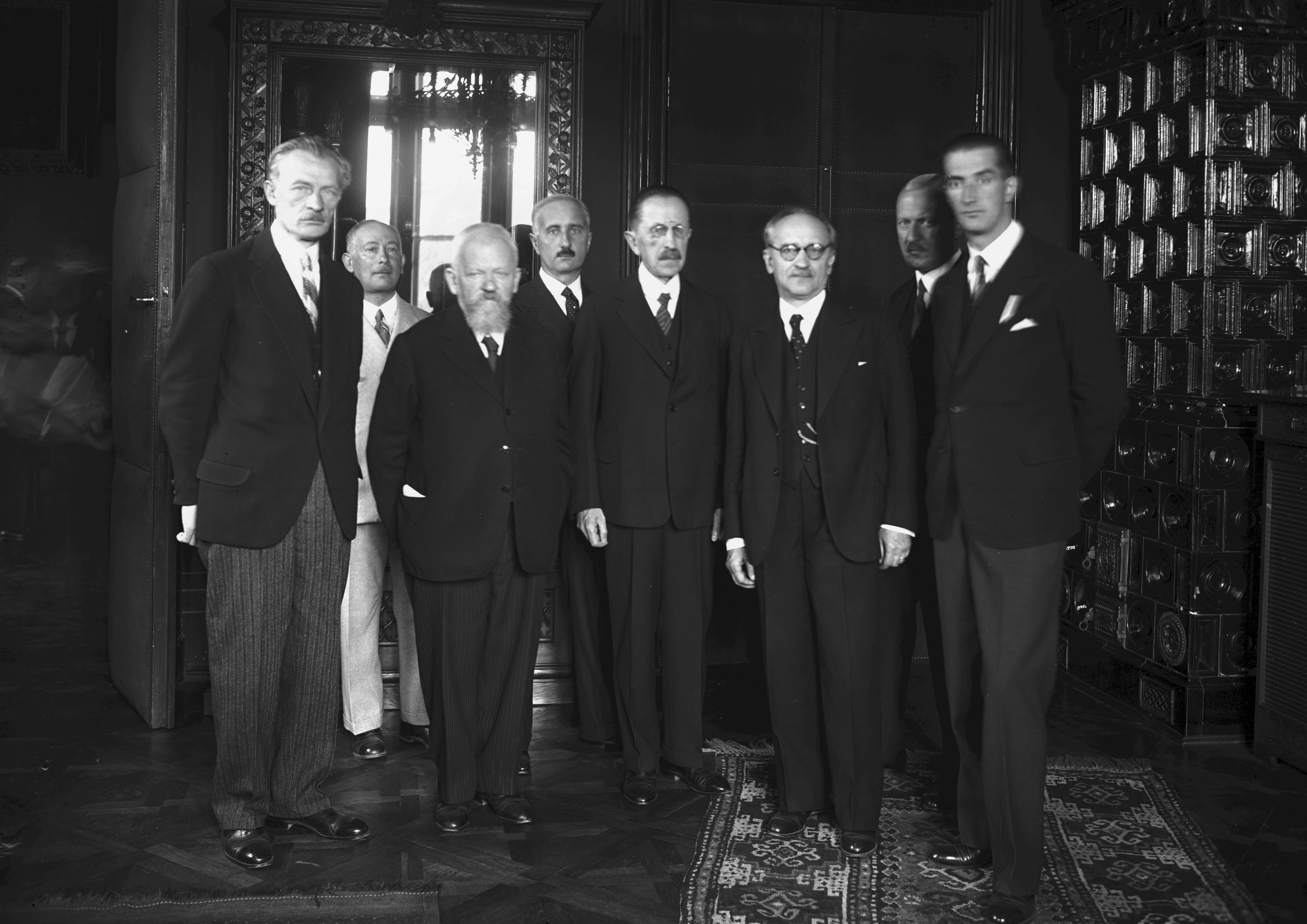
Tatarkiewicz (quart des de l'esquerra), a la 3a Conferència de Filòsofs a Cracòvia, el setembre de 1936.

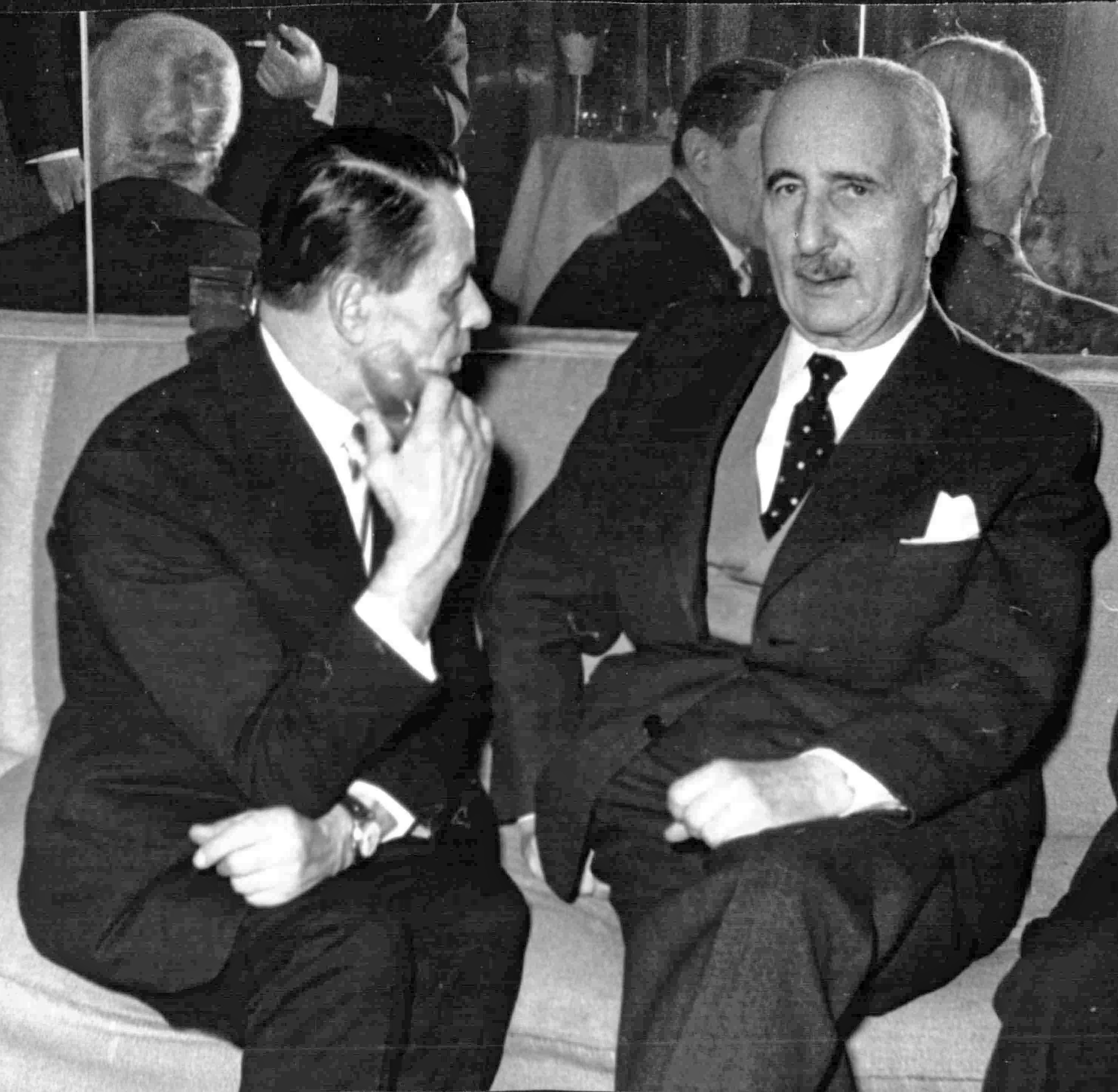
Władysław Tatarkiewicz (a la dreta) and Armand Vetulani, cap el 1960.

Després de la Segona Guerra Mundial, va ensenyar a la Universitat de Varsòvia. El març de 1950, als 64 anys, Tatarkiewicz va ser degradat i se li va prohibir fer classes després que set dels seus estudiants (inclosos Henryk Holland i Leszek Kołakowski), que eren activistes al PZPR (Partit dels Treballadors Unificats de Polònia), presentessin una "Carta del 7" que el denunciava per "privilegiar la ciència 'objectiu-burgesa' en comptes del compromís marxista" i oposar-se a "la construcció del socialisme a Polònia".

Władysław Tatarkiewicz va morir l'endemà del seu 94è aniversari. A les seves Memòries, publicades poc abans, a la part on recorda haver estat destituït de la seva càtedra universitària pel seu antic estudiant Henryk Holland, compromès políticament, hi veu en aquesta indignitat una benedicció camuflada, ja que el fet el va alliberar de les tasques acadèmiques i li va donar temps lliure per dedicar-se a la recerca i l'escriptura:
| «                        | I, en resum, és una bona existència, la d'un vell professor jubilat. Encara té alguna cosa a fer, però no té cap obligació. Només s'imposa voluntàriament les obligacions que vol. Té temps: a qualsevol hora del dia pot sortir a passejar pel parc, sempre que les cames encara el portin. Igual o més important és això: ja no té ambició, ha deixat de ser rival dels altres. No és cap inconvenient per als altres, no han de témer-lo, no tenen cap motiu per envejar-lo. En aquesta situació —sense oponents, ni rivals, ni enemics— la vida és considerablement més tolerable. | » |
| — Władysław Tatarkiewicz | |   |

Tatarkiewicz va reflexionar que en cap dels moments crucials de la seva vida, mai no havia sabut preveure com anirien els esdeveniments, molts d'ells tràgics, però que probablement això havia estat a fi de bé ja que, segons escriu, tampoc no els hauria pogut alterar.

## Sobre la felicitat
Tatarkiewicz creia que "la satisfacció amb coses particulars... és només una satisfacció parcial; la felicitat requereix una satisfacció total, és a dir, la satisfacció amb la vida en conjunt".
Aquesta visió es pot considerar un dels fonaments de l'estètica i, per extensió, de la filosofia de Tatarkiewicz, que cerca sempre integrar les idees en una totalitat que les pugui explicar com elements d'un conjunt.

## Principals obres
Tatarkiewicz pertanyia a l'Escola de lògica de Lwów-Varsòvia, creada al període d’entreguerres per Kazimierz Twardowski, i que va donar a Polònia molts estudiosos i científics: filòsofs, lògics, psicòlegs, sociòlegs i organitzadors de l'acadèmia. Encara h continua fent pòstumament a través de la seva Història de la filosofia i de nombroses altres obres.
En els seus últims anys, Tatarkiewicz va dedicar una atenció considerable a assegurar les traduccions de les seves obres principals, normalment publicades sempre a Varsòvia. De la llista incompleta de les seves obres a continuació, cap en data 04.2022 ha estat traduïda al català, però totes s'han traduït a l'anglès, llevat de la seva tesi doctoral en llengua alemanya de 1909, la seva Història de la Filosofia, Łazienki warszawskie, Parerga (Obres complementàries) i les Memòries. En espanyol han estat publicades la Història de l'estètica i la Història de sis idees.
* Die Disposition der aristotelischen Principien (alemany: El sistema de conceptes d'Aristòtil): tesi doctoral de Tatarkiewicz de 1909, publicada el 1910. Primera edició en polonès: Układ pojęć w filozofii Arystotelesa (El sistema de conceptes en la filosofia d'Aristòtil), traduït de l'alemany per Izydora Dąmbska, Varsòvia, Państwowe Wydawnictwo Naukowe, 1978, 126 pp.
* Història de la Filosofia, tres volums (polonès: Historia filozofii, vols. 1-2, 8a ed. 1978; vol. 3, 5a ed. 1978).
* Història de l'Estètica, tres volums (vols. 1-2, 1970; vol. 3, 1974) (polonès: Historia estetyki, vols. 1-2, 1962; vol. 3, 1967.) La traducció en espanyol és de Danuta Kurzyka, i va ser publicada per l'editorial Akal el 1991, en tres volums.
* Anàlisi de la felicitat, 1976, ISBN 90 247 1807 4 (polonès: O Szczęściu [Sobre la felicitat], 1962; 7a ed., 1979, ISBN 83-01-00114-3.)
* Łazienki warszawskie (Parc dels Banys Reials de Varsòvia), amb fotografies d'Edmund Kupiecki, Varsòvia, Wydawnictwo Arkady, 1968, 299 pàgines. Un estudi de l'estètica del que Tatarkiewicz va identificar com a "estil de [l'últim rei de Polònia] Stanisław August", tal com es manifesta a les estructures i els terrenys del Parc dels Banys Reials de Varsòvia.
* Història de sis Idees, 1980, ISBN 83-01-00824-5 (polonès: Dzieje sześciu pojęć, 1a ed. 1975, 2a ed. revisada 1976.) La traducció en espanyol de Francisco Rodríguez Martín és Historia de seis ideas: Arte, belleza, forma, creatividad, mímesis, experiencia estética. Madrid: Tecnos, 1987.
* Parerga (Obres complementàries), Varsòvia, Państwowe Wydawnictwo Naukowe, 1978, 141 pàg. Llengua polonesa. Capítols:
"Dos conceptes de bellesa"; "Dos conceptes de Poesia"; "Creació i descobriment"; "El concepte de valor"; "Civilització i cultura"; "Art i tecnologia”; “Integració de les Arts"; "Fotografia i imatges"; "La tragèdia i el tràgic"; "El grandiós i el proper".
* A la Perfecció (polonès: O doskonałości, 1976). La traducció a l'anglès de Christopher Kasparek va ser publicada com a sèrie d'articles a Dialèctica i humanisme: la revista filosòfica polonesa, vol. VI, no. 4 [tardor 1979] — vol. VIII, núm. 2 [primavera de 1981]. La traducció de Kasparek també ha aparegut posteriorment al llibre: Władysław Tatarkiewicz, On perfection, Warsaw University Press, Center of Universalism, 1992, pàg. 9–51; el llibre és una col·lecció d'articles del difunt professor Tatarkiewicz.
* Memòries (polonès: Wspomnienia, 1979).